# 掃雷艦

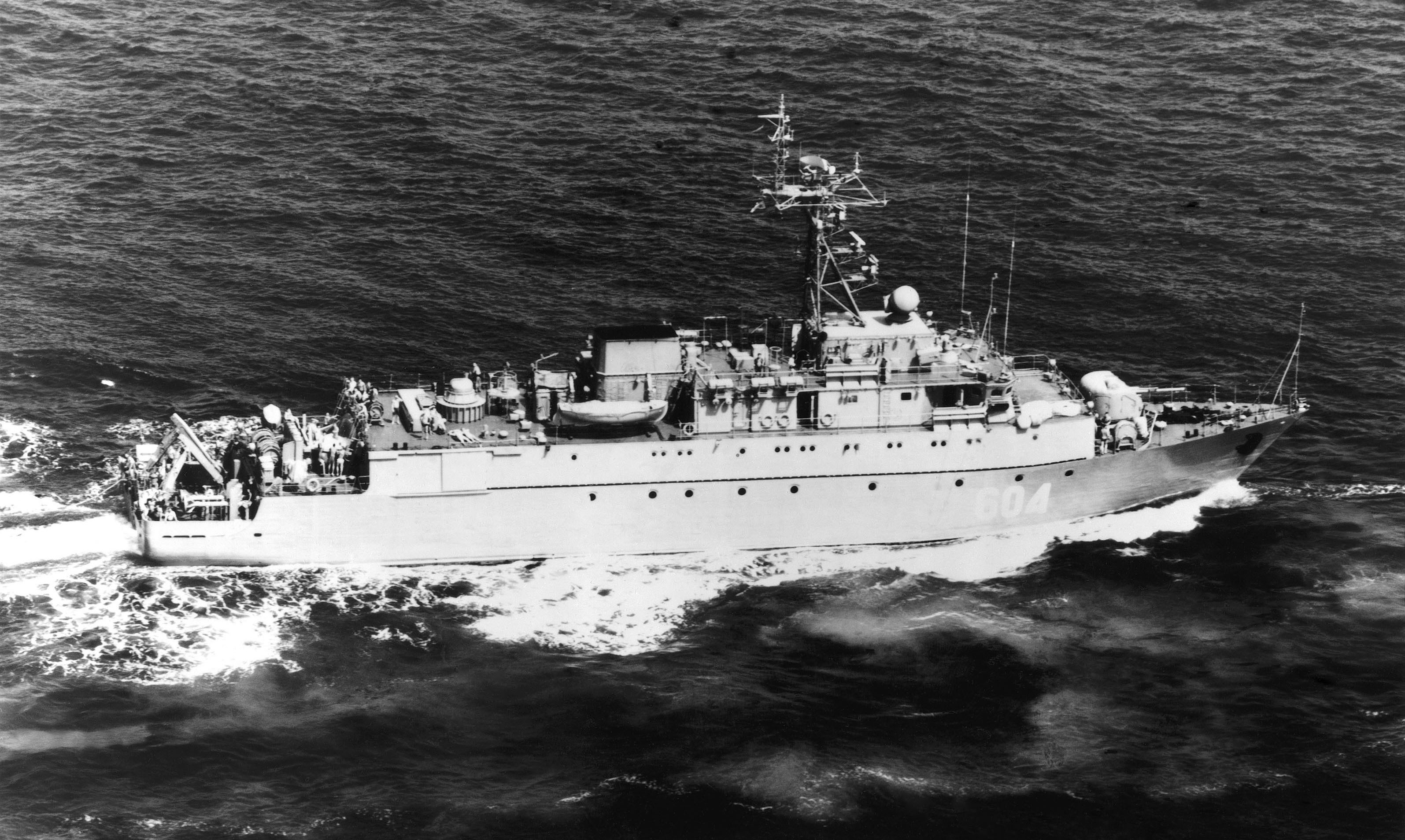
蘇聯海軍戈里亞級掃雷艦

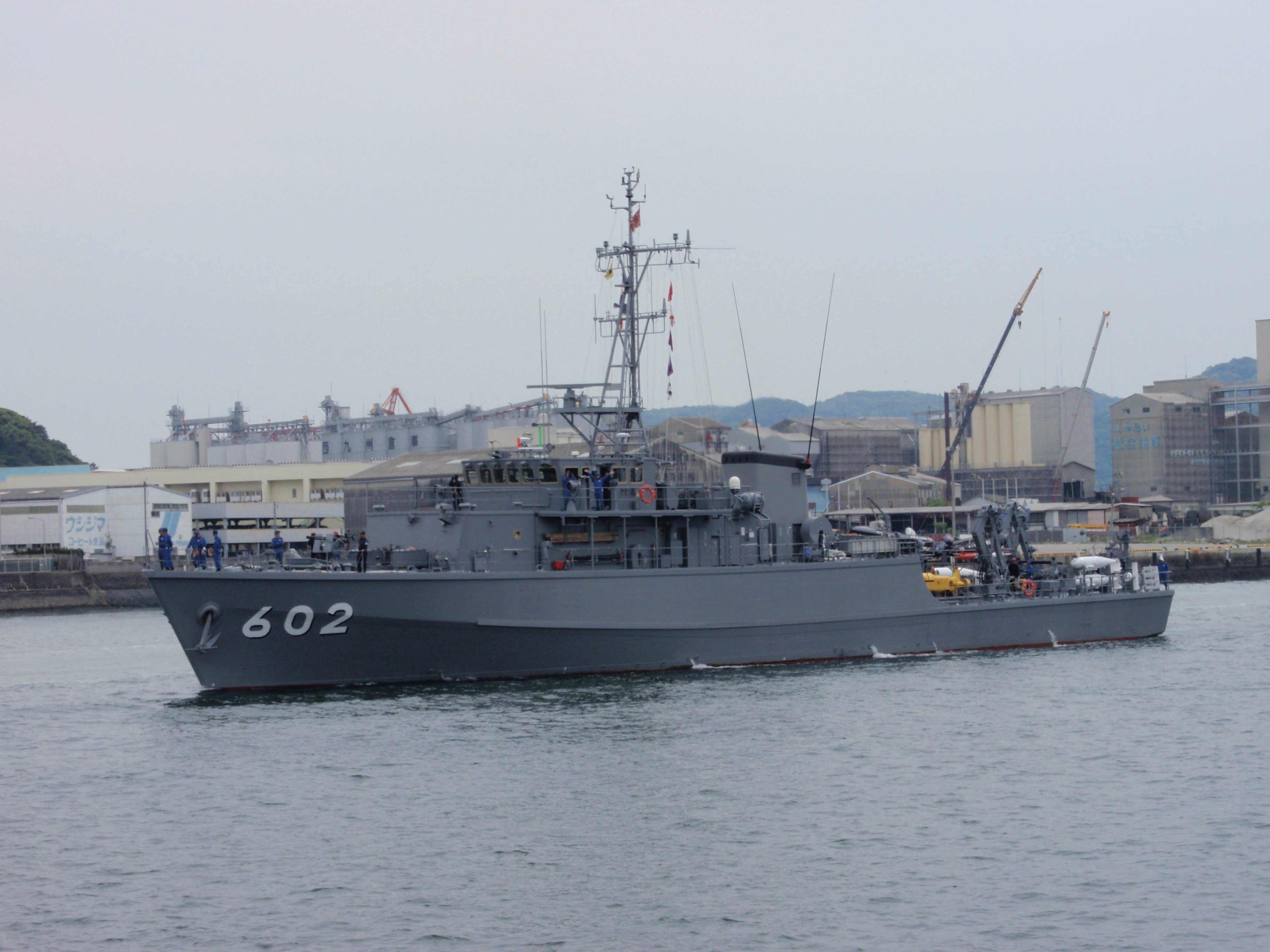
日本海上自衛隊平島級掃雷艦

掃雷艦是一種海軍水面艦艇，專門用來清掃海中的水雷，以保護船隻航行與航道安全。掃雷艦一般屬於第二線的作戰艦艇，為容納掃雷設備以及避免觸發水雷，船上的武裝以自衛為主。

## 概述
掃雷艦的作業方式是在疑似有水雷出現的海域來回航行，利用艦上的掃除設備清除與引爆水雷。掃雷艦與獵雷艦作業型態最大的差異是掃雷艦不會先偵測各別水雷的位置，因此掃雷艦在清除過程中航行的路線與涵蓋的範圍就很重要，以確保清除過的水域沒有危險。
掃雷艦清掃水雷的裝備包括機械和感應型態兩大類。機械掃除設備是用來切斷在水中的纜線，使得水雷浮出水面以利摧毀。感應型態設備是針對感應船隻的聲音、磁性或者是壓力變化的水雷，製造足以引爆水雷的假訊號，以達到清除的目的。
具体而言，针对水雷的触发方式，扫雷舰的应对有：
- 锚雷：用设备切断系留的钢缆；
- 漂雷：用炮火直接摧毁；
- 磁性水雷：探测过往船只的磁场而触发引爆。扫雷舰为了扫除磁性水雷，通常会在舰艇前方远远地伸出扫雷具，扫雷具内装设有线圈，以生成一个人造的磁场模拟船只，引诱水雷上浮触发。为了减轻水雷爆炸时对扫雷舰的伤害，扫雷具需要离开舰体足够远，同时扫雷舰要尽量降低自身的磁场，比如二战期间的木制船壳，或者战后的无磁性材料（如铝壳）。钢壳扫雷舰在经过充分消磁后，也能在较深的海水处用来对付磁性水雷。但这种扫雷具设计复杂，不但相当沉重，还需要消耗大量的功率，扫雷舰必须要有一定的大小，才能举起这么重的扫雷具，同时为其提供电力；然而扫雷舰囿于成本原因不能造得太大。
- 音响水雷：探测船只的螺旋桨或者引擎的震动而触发。扫雷舰可用的手段包括：装设在舰艏的噪音锤；拖曳在后方的噪音发生器；以及直接水下制造爆炸诱爆。扫雷舰自身需要保持静音。
- 压感水雷：探测船只经过水雷上方时的水压变化而触发。但是压感水雷需要区分潮汐涨落所带来的水压缓慢变化而不至于误爆，针对这一点，可以用小型舰艇缓慢行驶而避免触发。这种水雷几乎不可能靠模拟来诱爆，只能靠差不多大小的船只经过上方来触发。这些舰船需要尽可能地坚固，以便多次利用，节约资源。二战期间德军就是用商船改装的封锁突破船（Sperrbrecher）硬闯雷区来清扫水雷，而盟军则发展出若干拖船来排雷。战后英美试验了各种方式，均不尽如人意，最后美军选择使用拖网战术，由两艘小型扫雷舰拖曳着一张扫雷网在海底犁过，网上缠带着爆炸物。这种扫雷网相对各种奇思妙想来说勉强现实一点，但是效果依旧不佳，甚至还是要迫不得已重新动用獵雷艦。
- 宇宙射线水雷和重力感应水雷：这两种水雷理论上更难扫除。宇宙射线水雷依靠探测穿过水体的宇宙射线强度的变化来触发。一旦有大型船只经过，船体会阻挡一部分宇宙射线，使得水下的水雷接收到的宇宙射线强度减弱一些。而重力感应水雷则是探测上方的重力变化，这种方式几乎不可能模拟。这两种水雷实现的难度比较大，但部分国家依然没有松懈，对相应的扫除手段积极进行研究。[1]

各国的扫雷舰通常都不会造得很大，而是选择比较小巧的船型。原因之一，是现有的扫雷设备通常效率不高，想要迅速清理大片海域的水雷，只能以数量取胜；原因之二，则是扫雷舰的风险非常大，有可能要承受非常高的损失，必须要有足够的数量随时替补上去。比如1944年的英国海军就拥有着1494艘扫雷舰；而到了50年代中期，英国海军计划在战争爆发的第一个月内就要重新装备600艘扫雷舰。

## 早期至二战
搭载扫雷器具的载具历史上五花八门，曾经有过的包括固定翼飞机、木制或者水泥制的水翼滑橇拖体（towed skids）、浮渡的小卡车、登陆艇，或者干脆就从岸上引爆水雷。不过最主要的扫雷平台依然是各种扫雷舰艇。
早期扫雷舰艇多为利用现有的舰艇进行改装。比如一战爆发时，英国就紧急征用了大批蒸汽明轮船作为扫雷舰。
到了二战后期，水雷越来越复杂化，就连最简单的水雷都安装了船只计数器和定时器，导致扫雷舰艇要来回多次才算认为扫雷完毕。同时水雷完全可以做到分辨船只大小，军舰还是民船，是否扫雷舰艇；可以专门躲开扫雷舰，也可以故意针对扫雷舰。尤其是反扫雷水雷，合理利用可以有望延缓扫雷的进度。二战期间英国在对德国比斯开湾U潜艇基地的布雷行动中，就混杂布设了许多精心设置的反扫雷水雷，用以破坏德军的扫雷行动。

## 二战以来
二战末期的磁感应水雷已经能做到非常灵敏，使得钢质船壳的扫雷舰无法充分消磁。为了应对这种情况，各国除了重新建造木壳扫雷舰、配备抗磁性柴油机外，还积极研发无磁性外壳材料。1973年英国的威尔顿（Wilton）号建成下水，这是世界上第一款使用玻璃增强塑料（glass reinforced plastic）作为外壳的扫雷舰。
冷战期间，北约在欧洲方向的任务之一就是要防止苏联在丹麦海峡以及达达尼尔海峡的破袭行动。为达成这一目标，邻近这些狭窄水道的北约国家（如丹麦、希腊、土耳其等）均不同程度地装备了各种扫雷舰。
孤悬海岛的英国和欧洲大陆国家不同，极为依赖海运，因此对水雷战能力极为敏感。在冷战条件下的小规模热战中，水雷的攻防成为了很重要的一环。攻势布雷可以迅速瘫痪一个港口，而相对的，另一方则要费很大一番功夫才能清理出一片较为干净的水域。按照英国海军部的分析，冷战条件下意味着两种可能：一是苏联和西方国家之间为了争夺制海权而爆发大规模的海战；二是第三世界国家内发生的有限战争。英国需要利用有限的资源应付两种完全不同的任务，常常根据自身的需要进行调整。随着水雷技术的飞速发展，类似两次大战期间依靠改装民用船只充当扫雷舰的做法越来越不可行，英国只能建造大批扫雷舰艇，以备随时可能会爆发的战争；为了节约经费，这些舰艇建成即封存，按英国海军部的计划，其期望在战争爆发时再凭借庞大的商船队的人员储备，再临时训练操作扫雷舰艇。但一方面印度独立，英国失去了印度的人力以维持其在中东地区的存在；另一方面，战备费用节节攀升，英国无力保持维持两种作战任务的舰队，只能优先确保核打击力量，而削减常规部队的经费。而在全面核战争中用处不大的扫雷舰艇，自然也在裁撤之列。1967年英国宣布放弃其对苏伊士运河以东地区的义务；1981年英国的国防方案再次确认了这一点，决定配合欧洲全面转向建设一支面向第三次世界大战的海军。结果1982年福克蘭戰爭爆发，英国再次尴尬地发现自己卷入到了一场与第三世界的有限战争中去，而自己却缺乏相应的战术能力，包括扫雷能力。
美国的水雷战略则与欧洲国家有很大的不同。长期以来苏联并没有能力在美国本土大规模布雷，故而美国并没有太大必要装备太多近海扫雷舰；相对的，美国海军因应其攻势战略，需要足够数量拥有远洋航行能力的扫雷舰，以保障其计划中的两栖作战行动。这方面的反面教训之一就是1950年朝鲜战争时期美军在元山的登陆行动，当时朝鲜人民军在登陆场附近布下约3000颗水雷，虽然朝军布雷能力有限，依然成功迫使美军耗费8天才排除了其中225颗水雷，开辟了一片安全登陆场；美军纵使有着二战丰富的扫雷经验，在此地还是要付出4艘扫雷舰、1艘拖船沉没，5艘驱逐舰负伤的代价。同时，美军还开始发展建造航速达到20節（37每小時）的高速两栖舰艇，并研发了配套的可以由高速两栖舰艇携带的扫雷舰艇。不过即使是美军也很难承受将大型两栖舰艇用作扫雷母舰的代价，于是又发展了若干专门的扫雷艇母舰。

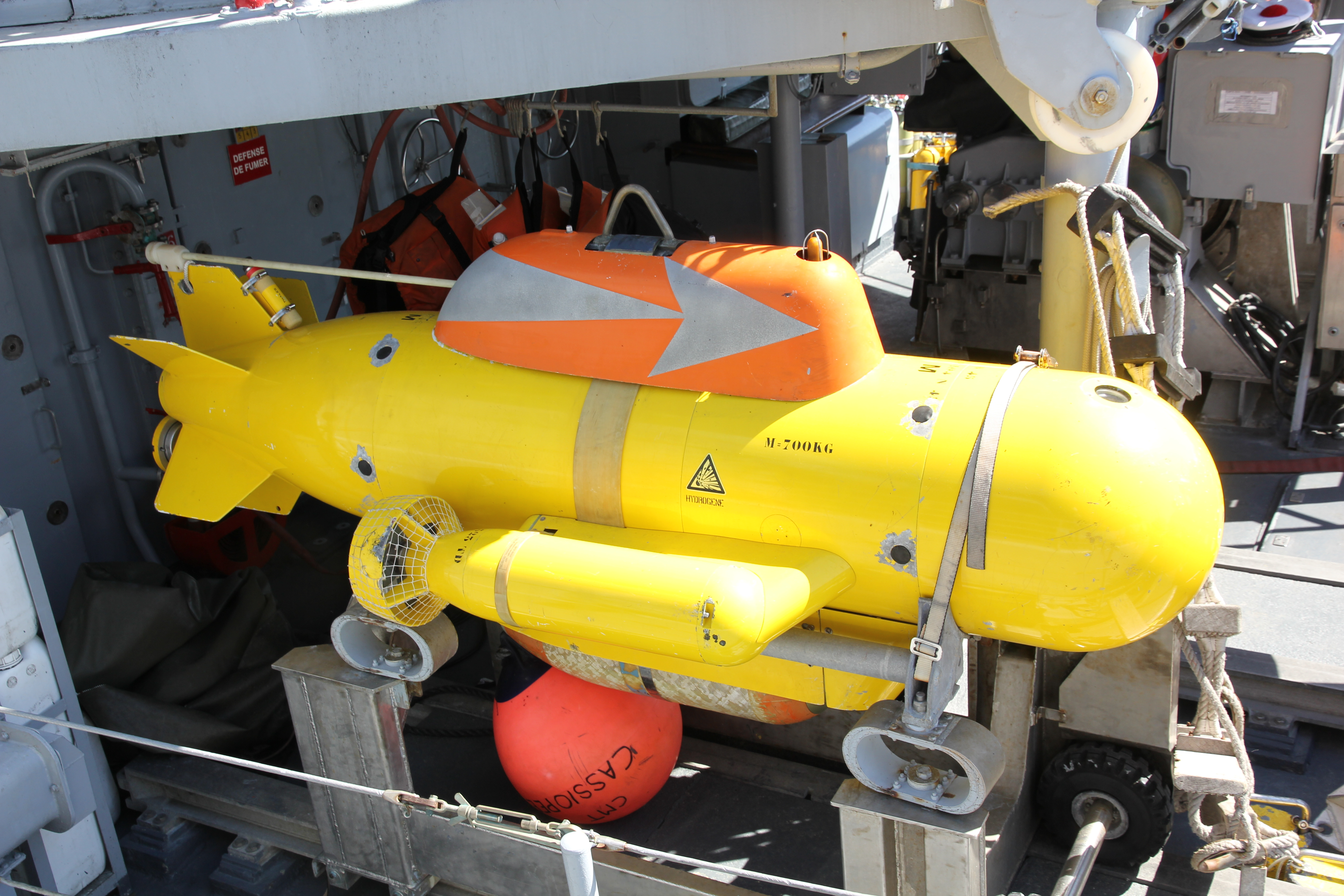
現代化掃雷機器人

冷战后随着水雷技术的发展，扫雷对抗手段也不断取得进展。1950年代开始，英国率先研发出同时具有搜索及分类能力的探雷声呐。进入1980年代，各国纷纷开始研究可变深度猎雷声呐（VDS）和自航式变深猎雷声呐（PVDS）。进入21世纪，各种水下无人机（UAV）也陆续投入使用。到这一阶段，原本的偏向于被动触发水雷的扫雷舰和主动搜索水雷的猎雷舰互相融合，发展成为猎扫雷舰。